# ディッキンメダル

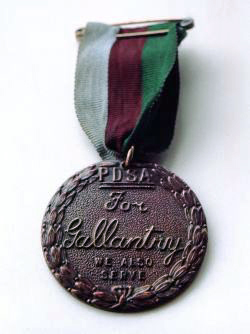
ディッキンメダル

ディッキンメダル (英:Dickin Medal) とは、戦争で活躍した動物に贈られるイギリスの勲章である。
動物専用の勲章であり人間には授与されない。
マリア・ディッキンによって1943年に制定された。
動物のビクトリア十字勲章と呼ばれ2007年現在で60回の授与記録がある。

## 第二次世界大戦中の受賞獣

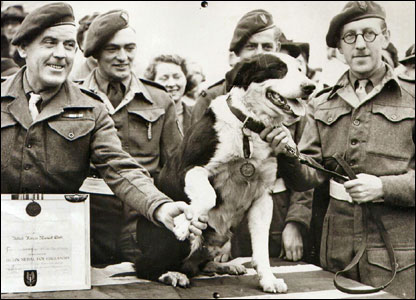
ディッキンメダルを受章して記念撮影するSASの伝令・警備犬Rob。

- 32羽の軍鳩
- 18匹の犬
- 3頭の馬

## 近代の受賞獣
- 2002年：サルティとローゼル (Salty & Roselle) 盲導犬
- 2002年：アポロ (Appollo) 捜索・救出犬
- 2003年：サム (Sam) 軍用犬
- 2003年：バスター (Buster) 爆発物探知犬
- 2007年：セイディ (Sadie) 爆発物探知犬

## 唯一の受賞猫
- 1949年：サイモン (Simon)・猫では唯一の受賞例
  - 1949年4月にイギリス海軍のブラックスワン級スループのアミシスト（Amethyst）が長江で中華人民共和国軍の攻撃を受けた時に乗艦していた。砲弾の破片で怪我をするも乗員の士気をあげた。
  - この功績によって従軍メダルを授与され、ディッキンメダルも授与された。この時に授与されたディッキンメダルの複製が現在でもイギリス海軍で土産物として売られている。